# Biennal d'Art Contemporani Català
La Biennal d'Art Contemporani Català, amb 18 edicions fins al 2012, és la biennal d'art contemporani més antiga de l'estat espanyol. Va néixer a Sant Cugat del Vallès l'any 1977 i amb els anys, s'ha convertit en un referent molt representatiu de l'art nascut amb la democràcia. Alguns del noms més coneguts actualment, a nivell nacional i internacional, han tingut en la biennal una primera plataforma de difusió de la seva creativitat, Tom Carr, Pep Agut, Ignasi Aballí, Susanna Solano, Perejaume… són alguns dels artistes reconeguts, que avui formen part de la història d'aquesta biennal.
Per a la seva edició de 2012, després de revisar 115 dossiers, el jurat ha seleccionat l'aportació plàstica dels artistes següents que viuen i treballen a Catalunya: Lúa Coderch, Loretta Firmani, Ayuko Hoshino, Laura López Balza, Clàudia Pagès Rabal, Francesc Ruiz Abad, Joan Saló Armengol, Sergi Serra Mir i Mireia Terrado Lozano.